# Spoorlijn Hamburg-Blankenese - Wedel
De spoorlijn Hamburg-Blankensee - Wedel is een 9,0 kilometer lange spoorlijn in het westen van Hamburg. De spoorlijn begint in station Hamburg-Blankenese en loopt via station Hamburg-Sülldorf naar station Wedel (Holst). Het is tegenwoordig onderdeel van de S-Bahn van Hamburg met de lijnen S1 en S11 en was het eerste geëlektrificeerde voorstadsspoorweg van Duitsland.

## Verloop traject
Het grotendeels enkelsporig traject tot het eindstation Wedel met de stations Iserbrook, Sülldorf en Rissen. Dit trajectdeel sluit aan dezelfde kant aan als de spoorlijn Hamburg-Altona - Hamburg-Blankenese in het station Blankenese. In de tijd van de stoomlocomotieven werd aan elke kant van een trein een stoomlocomotief gekoppeld. Toen de elektrische treinen kwamen hoefde de machinist alleen te wisselen van cabine bij het kopmaken van de trein.
In tegenstelling tot andere, twee dubbelsporige aangelegde stations heeft de halte Iserbrook maar één perron, aan het langste van de drie enkelsporige trajectdelen. In totaal is het enkelsporige deel 6,346 km lang.
Het hoogste punt van de lijn ligt bij het station Blankenese op 55 meter NHN. Dit station ligt in een afgraving want het omliggende gebied ligt nog tot wel 12 meter hoger. De volgende zes kilometer naar Rissen daalt het traject 36 meter naar 19 meter NHN en eindigt in Wedel op 7 meter NHN.
Rond de opening van de spoorlijn Hamburg Hauptbahnhof - Hamburg Diebsteich naar Diebsteich op 31 mei 1981 werd bij Altona de kilometers van de City-S-Bahn (DB 1270) doorgeteld. Hierdoor begint de officiële start van de spoorlijn Altona - Blankenese bij km 0,916 bij de wissel, waar de lijn van de City-S-Bahn afbuigt (wissel nr. 732, km 6,269 van de City-S-Bahn). Als men terugtelt ligt station Altona bij km 0,66 en het nulpunt van de lijn ter hoogte van het oude station Altona  (tegenwoordig Rathaus Altona). In Blankenese wordt in de richting van Wedel de kilometers doorgeteld, zodat bij de wissel waar de lijn naar Wedel begint, km 9,827 ligt. Het verschil van 18 meter in het traject tussen Iserbrook en Sülldorf is ontstaan door de ophoging van station Iserbrook op 18 mei 1978. De einde van de spoorlijn in Wedel ligt op km 18,959. De lijn zelf is 9,043 km lang (km 9,827 - km 18,888).

## Geschiedenis

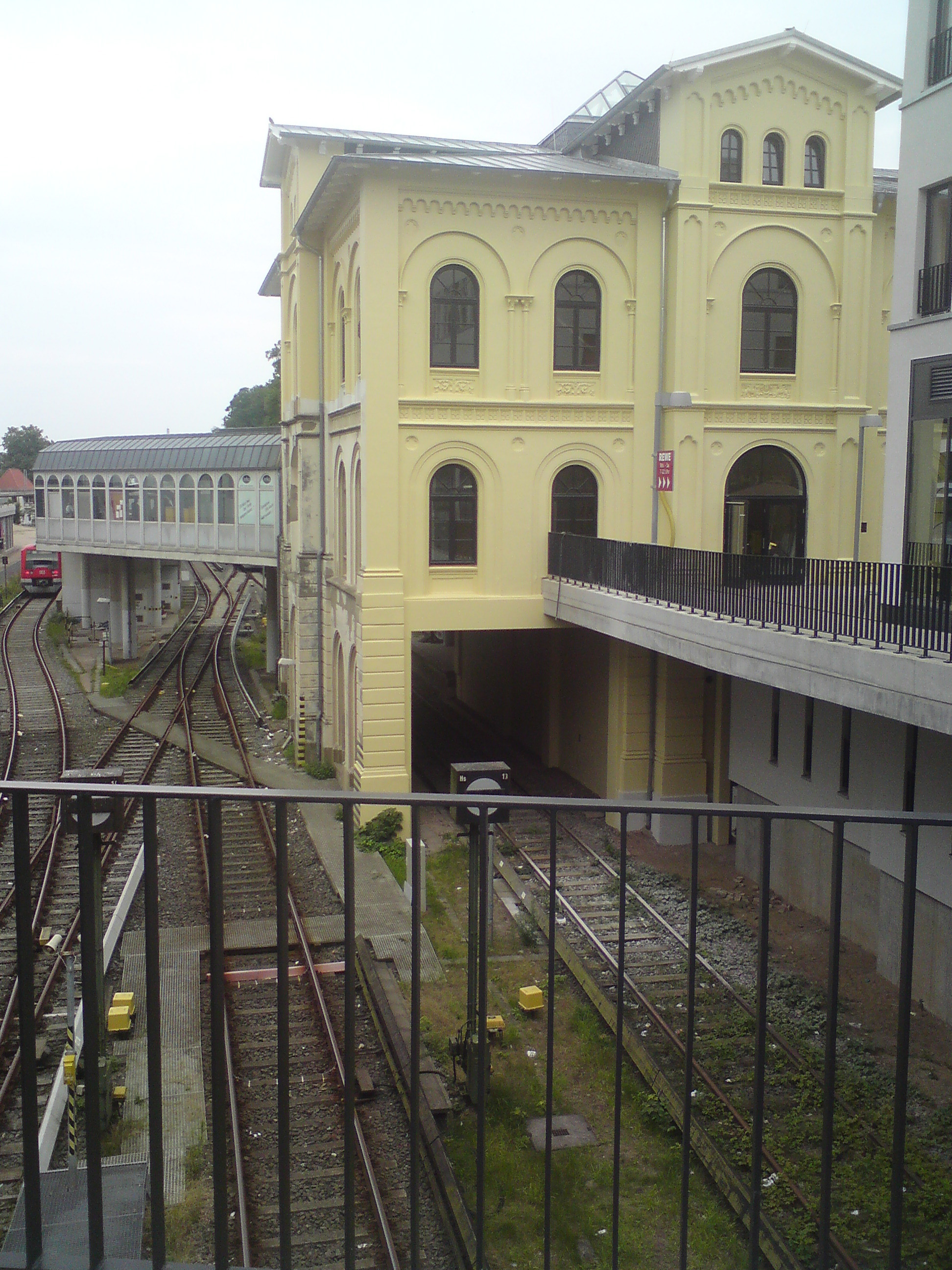
Station Blankenese met de sporen en de toegangsbrug (2009)

### 1883 tot 1910

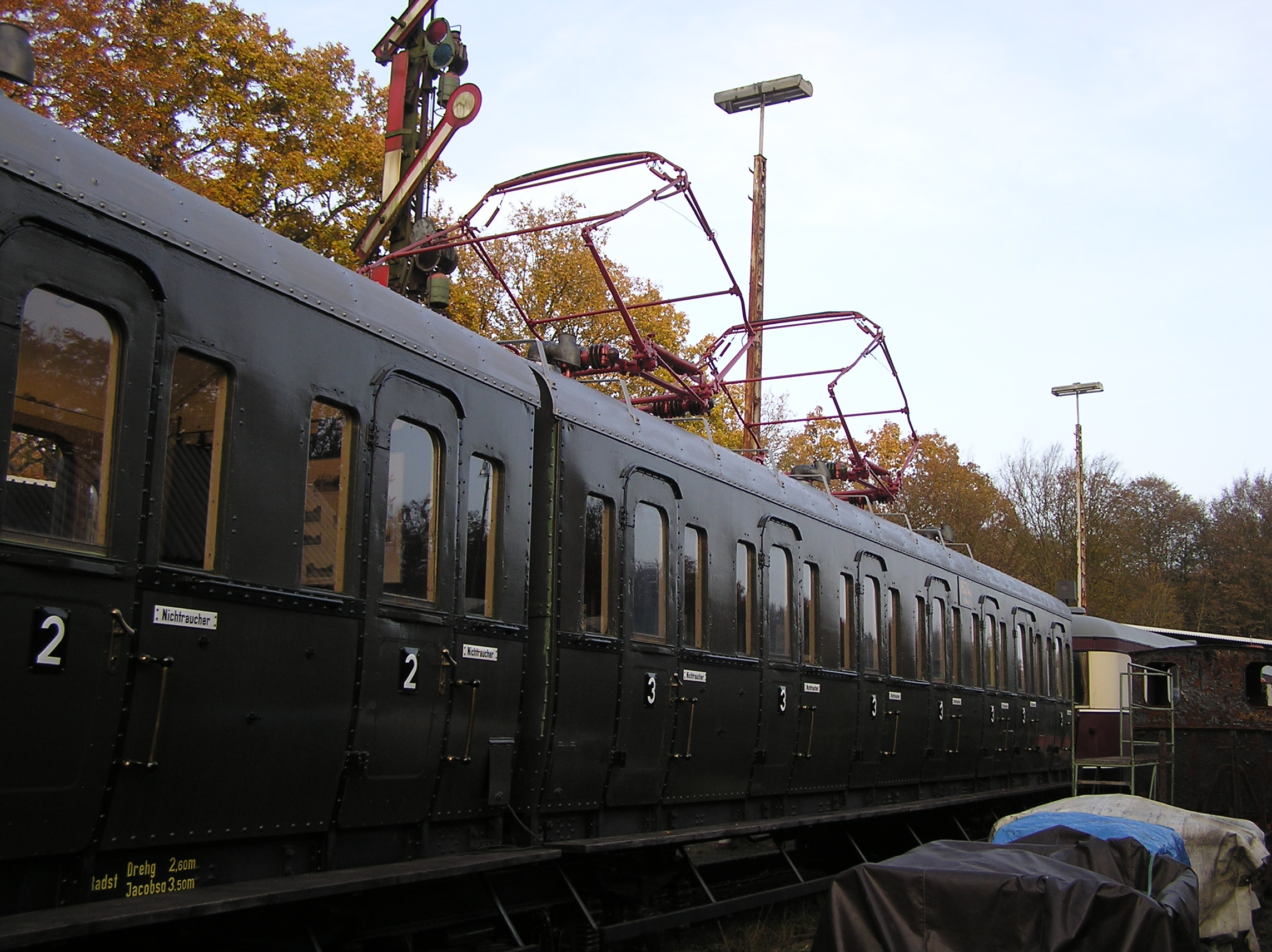
Treinstel EIT1624 welke gebruikt werd toen er nog een bovenleiding was, nu in een spoorwegmuseum in Aumühle (2007)

Op 1 december 1883 werd de lijn naar Wedel geopend vanuit Blankenese. In 1887 ging de Altona-Blankeneser Eisenbahn en andere spoorlijnen van de AKE over naar de Preußische Staatseisenbahnen.
Op 1906 volgde de elektrificering van de in 1903 gereedgekomen Hamburg-Altonaer Verbindungsbahn met 6,3 kV 25 Hz wisselspanning via de bovenleiding en in 1907 volgde de andere (voor)stadsspoorlijnen van Hamburg en Altona. De spoorlijn van Altona naar Blankenese werd onder leiding van de Pruisische Koninklijke Spoorwegen Altona voorzien van bovenleiding en op 29 januari 1908 reed de eerste elektrische trein naar Blankenese.

### 1910 tot nu, S-Bahn en verdere elektrificering
Van 1911 tot 1914 bestond er bij station Blankenese aansluiting op de spoorlozelijn Blankenese - Marienhöhe, een voorloper van de Trolleybus.
Het voorstadsspoorwegsysteem op de Verbindingslijn werd vanaf 1934 S-Bahn genoemd, vanaf 1940 tot 1955 volgde aansluitend het omzetten van een bovenleiding naar een derde rail met 1,2 kV gelijkspanning. Door de Tweede Wereldoorlog liep de omzetting uit en werd het trajectdeel naar Wedel in twee delen geëlektrificeerd. Zo kon vanaf mei 1950 tot Sülldorf met elektrische treinen worden gereden, naar Wedel werd nog met stoomtractie gereden. Hierbij werden trek-duwtreinen gebruikt van het type Baureihe ES 99, welke voorheen werden gebruikt toen er nog een bovenleiding was en nu met stoomlocomotieven. Enige maanden later, op 31 oktober 1950, werd de halte Iserbrook geopend. Op 20 mei 1954 was de stoomtractie voorbij, toen de laatste kilometer naar Wedel een derde rail kreeg.
De lijn is over de gehele lengte onderdeel van de lijn S1 van de S-Bahn van Hamburg. Op de lijn rijden overwegend treinen voor de S1 van het type Baureihe 474.

### Goederenverkeer
Tot 1997 reden nog een paar goederentreinen over de spoorlijn. Aan de Ölweiche (Oliewissel) ten westen van de grens van Hamburg bestond er een aansluiting naar de Energiecentrale van Wedel. De naam van de wissel komt van het aansluitende bedrijf van Mobil Oil. 

## Treindiensten
De Deutsche Bahn verzorgt het personenvervoer op dit traject met S-Bahn treinen.
| Serie | Treinsoort        | Route | Bijzonderheden |
| ----- | ----------------- | --- | -------------- |
|       | S-Bahn (DB Regio) | Hamburg Airport – /Poppenbüttel – Ohlsdorf – Barmbek – Berliner Tor – Hauptbahnhof – Altona – Blankenese – Wedel |                |

## Aansluitingen
In de volgende plaats is  er een aansluiting op de volgende spoorlijn:
Hamburg-Blankenese
DB 1224, spoorlijn tussen Hamburg-Altona en Hamburg-Blankenese

## Trivia
Het station Sülldorf werd in 2014 nog beveiligd met klassieke beveiliging met armseinen van het type Jüdel.